# Gaillères
Gaillères település Franciaországban, Landes megyében. Lakosainak száma 647 fő (2022. január 1.). Gaillères Bostens, Bougue, Lucbardez-et-Bargues, Pouydesseaux, Saint-Avit, Saint-Cricq-Villeneuve és Sainte-Foy községekkel határos.

## Népesség
A település népességének változása:
| Lakosok száma | 261  | 348  | 396  | 541  | 589  | 603  | 613  | 627  | 634  | 647  |
|               | 1968 | 1982 | 1990 | 2006 | 2013 | 2015 | 2017 | 2019 | 2020 | 2022 |